# Свиња
Свиње (лат. Sus) су род животиња из породице свиња (Suidae). Обухватају 10 савремених врста, као и једну доместификовану подврсту, домаћу свињу (Sus scrofa domesticus) и њене претке. Сродна створења изван рода су пекари, бабируса и брадавичаста свиња. Свиње, попут свих припадника породице свиња, воде порекло из Евроазијског и Афричког континента. Младе свиње су познате као прасићи. Свиње су веома друштвене и интелигентне животиње.
Са око милијарду јединки у сваком тренутку, домаћа свиња је међу најзаступљенијим великим сисарима на свету. Свиње су омниворне и могу да конзумирају широк опсег типова хране. Свиње су биолошки сличне људима, из ког разлога се често користе у медицинским истраживањима.

## Физичке особине
Свиње имају издигнуту њушку, мале очи и мали реп, који је често уврнут, али понекад и прав. Имају велике наслаге сала и кратке ноге. Свака нога има по четири прста, од којих су по два значајно већа од друга два и користе се за ходање.
Имају 44 зуба. Очњаци им расту цео живот, те често трљају горње зубе од доње, да би их трошили.
Имају изузетно осетљиво чуло мириса. Због тога су се свиње у прошлости често користиле за проналажење тартуфа, а и данас се за то користе у неким европским земљама.
Немајући знојне жлезде, оне се лети кад су велике врућине расхлађују ваљајући се у води или блату. То им помаже и против опекотина, као и против мува и других паразита.
Свиње су врло интелигентне, и људи широм света их узимају за кућне љубимце.

## Исхрана
У исхрани су сваштоједи, што значи да једу храну и биљног и животињског порекла. Једу чак и посмртне остатке животиња, и уочено је да једу чак и мртве инсекте, црве, пиљевину, смеће, па чак и остатке других свиња. Такође једу и пацове, мишеве и мање глодаре. У дивљини углавном пасу, једу коријење, траву, воће, цвијеће и поврће. У заточеништву, свиње понекад поједу и сопствене младе, обично кад су озбиљно фрустриране и под стресом.

## Размножавање
Због различитих генетских (врста и раса) и парагенетских (исхрана) фактора, репродуктивну зрелост женска грла достижу са 8—18 месеци старости, а мужјаци са 8—10. Када се опраси, свиња рађа најмање 6 младунчади, која се зову прасад.

## Кућна свиња
Неке патуљасте расе домаће свиње су кућни љубимци.

## Врсте свиња
- Палаванска брадата свиња

- Брадата свиња
 (Sus barbatus) (Малезија, Индонезија)
- Висајанска брадавичаста свиња

- Сулавеска брадавичаста свиња

- Флорешка брадавичаста свиња

- Филипинска брадавичаста свиња
 (Sus philippensis) Филипини
- Дивља свиња
 (Sus scrofa) (Европа, Азија)
  - Домаћа свиња

- Миндорска брадавичаста свиња
 (Sus oliveri) (Миндоро)
- Јаванска брадавичаста свиња
 (Sus verrucosus) (Индонезија, Филипини)
- Вијетнамско свињче[11]
 (Sus bucculentus) (Вијетнам)[12]

## Доместикација
Свиње су припитомљене од давнина у Старом свету. Свиње су припитомљене на сваком крају Евроазије, а вероватно и неколико пута. Сада се сматра да су свиње биле привучене људским насељима због остатака хране и да је процес припитомљавања започео као комензални однос. Археолошки докази сугеришу да су свиње у дивљини вођене на сличан начин као што су њима управљали неки савремени Новогвинеји од дивљих свиња још пре 13.000—12.700 година на Блиском истоку у басену Тигра, Чајону, Џафер Хојуку, Невали Чори. Остаци свиња су датирани раније од 11.400 пре садашњице на Кипру, и сматра се да су унети са копна, што сугерише припитомљавање на суседном копну до тада.
Свиње су такође припитомљене у Кини, потенцијално више пута. У неким деловима Кине свиње су од раних времена држане у оборима, што их је одвајало од дивљих популација и омогућавало фармерима да стварају пасмине које су гојазније и брже се узгајају. Рани модерни Европљани су ове расе донели кући и укрстили их са сопственим свињама, што је било порекло већине модерних раса свиња.
У новембру 2012. године, научници су успели да секвенцирају геном домаће свиње. Сличности између свињског и људског генома значе да нови подаци могу имати широку примену у проучавању и лечењу људских генетских болести.
У августу 2015, једна студија је прегледала преко 100 секвенци генома свиња како би се утврдио њихов процес припитомљавања. Претпостављало се да су процес припитомљавања покренули људи, да је укључивао неколико појединаца и да се ослањао на репродуктивну изолацију између дивљих и домаћих облика. Студија је открила да претпоставка о репродуктивној изолацији са уским популационим грлима није подржана. Студија је показала да су свиње припитомљене одвојено у западној Азији и Кини, а свиње из западне Азије су уведене у Европу где су се укрштале са дивљим свињама. Модел који је одговарао подацима укључивао је мешавину са сада изумрлом претпостављеном популацијом дивљих свиња током плеистоцена. Студија је такође открила да упркос повратном укрштању са дивљим свињама, геноми домаћих свиња имају јаке потписе ДНК селекције на локусима који утичу на понашање и морфологију. Студија је закључила да је људска селекција за домаће особине вероватно супротставила ефекат хомогенизације тока гена из дивљих свиња и створила острва припитомљавања у геному. Исти процес се може применити и на друге припитомљене животиње.